# Milán (ort)
Milán är en ort i Colombia.   Den ligger i departementet Caquetá, i den sydvästra delen av landet, 400 km söder om huvudstaden Bogotá. Milán ligger 219 meter över havet och antalet invånare är 2 618.
Terrängen runt Milán är platt. Runt Milán är det ganska glesbefolkat, med 34 invånare per kvadratkilometer. Det finns inga andra samhällen i närheten. Omgivningarna runt Milán är huvudsakligen savann.